# Above and Beyoncé – Video Collection & Dance Mixes
Above and Beyoncé – Video Collection & Dance Mixes es un álbum de remezclas y video de la cantante de R&B Beyoncé Knowles. 

## Composición y lanzamiento
Above and Beyoncé consta de dos discos. El primero contiene seis videos musicales de sus seis sencillos de su tercer álbum de estudio , I Am... Sasha Fierce: «If I Were a Boy», «Single Ladies (Put a Ring on It)», «Diva», «Halo», «Broken-Hearted Girl» y «Ego». 

## En las listas de éxitos
| Chart (2009)                | Peak Position |
| --------------------------- | ------------- |
| U.S. Billboard 200          | 35            |
| U.S. Top R&B/Hip-Hop Albums | 23            |
| U.S. Top Electronic Albums  | 2             |